# WSM (AM)
WSM (ザ・レジェンド(The Legend )) は、アメリカ合衆国テネシー州ナッシュビルの5万ワットのAMラジオ局。650kHzでカントリー・ミュージックを流しており、世界最長ラジオ番組『グランド・オール・オープリー』の放送局として知られている。この局の中波信号は、特に深夜に北アメリカのほぼ全域およびいくつかの国に届く。カナダオンタリオ州トロントのCFZM と並び、北アメリカで現在稼働中の2つの中波音楽放送局の1つである。ニックネームはラジオ放送と空中の「Air 」をかけて「南部の空中の城(The Air Castle of the South )」である。ナッシュビルのFM放送局WSM-FM と識別信号を共にしており、テレビ局のチャンネル4WSMV もかつては同じ識別信号であった。

## 経緯

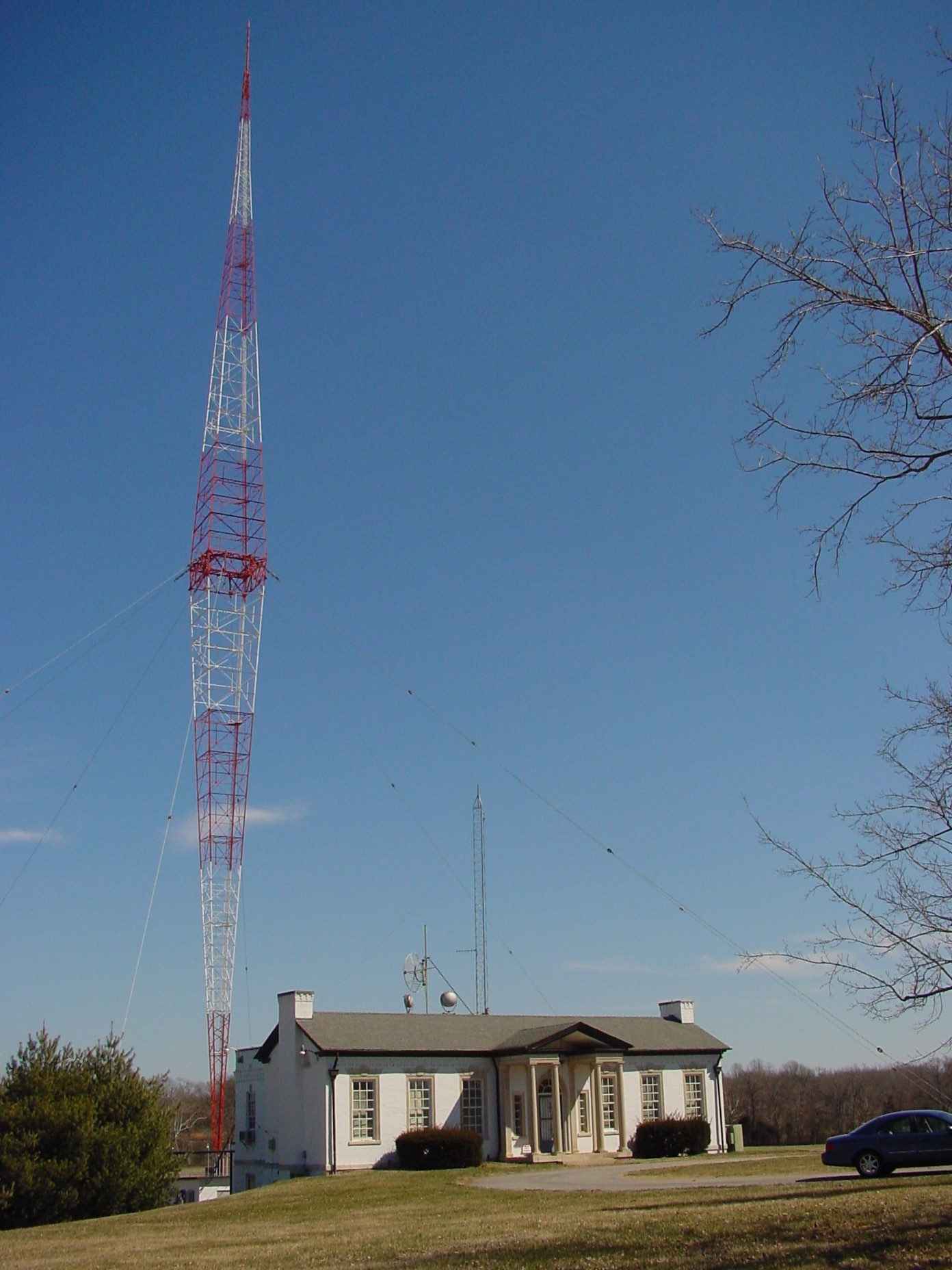
WSMのブロウ・ノックス・タワー

1925年、WSMは最初の放送を開始した。WSMは毎週土曜に放送のカントリーの史上最長ラジオ番組『グランド・オール・オープリー』の歴史と共にある。1925年、『オープリー』は『WSMバーン・ダンス』として始まったが、1927年12月10日、番組司会者のジョージ・D・ヘイが前の時間帯に放送していたNBCのグランド・オペラの番組に合わせて「グランド・オール・オープリー」と言及したことからその名が定着した。1932年、5万ワットに上げ、テネシー州で最初の中波放送局となった。夜間の聴取範囲が広くなっただけでなく、昼間でも全米で最も聴取範囲の広い放送局の1つとなった。東はチャタヌーガ、北はインディアナ州エバンズビル、西はジャクソン、南はアラバマ州ハンツビルまで聴取できる、少なくともグレードBとなった。条件が整えばテネシー州全域およびケンタッキー州のほとんどで聴取でき、ミズーリ州セントルイス近くまで聴取できることもある。
この局では伝統的に夜間にカントリー・ミュージックを流し続けている。テレビが登場する前、ローカル局、NBCネットワーク共に音楽だけでなく様々なフォーマットで放送していた。テレビの人気が上昇すると、ラジオ聴取者のほとんどがテレビに流れ、昼間は軽音楽やイージー・リスニングなどの「ミドル・オブ・ザ・ロード」(MOR)を流し、夜は引き続きカントリーを流すようになった。1979年、WSMは24時間カントリーを流すようになり、以降それが続いている。
WSMはナッシュビルが音楽産業の街を形成する一翼を担った。WSMの活躍により、放送開始から数十年でアメリカ東部全域からWSMでの演奏を願うアーティストがナッシュビルに集まるようになった。徐々により多くのアーティ ストや音楽会社がナッシュビルにやってきて、ナッシュビルはカントリー・ミュージックの中心地として知られるようになった。DJのデイヴィッド・コブがナッシュビルを初めて「ミュージック・シティUSA」と呼び、のちに観光局によりナッシュビルの公式ニックネームとなった。

## タワー
ブロウ・ノックス社製造の、WSMの個性的なダイヤモンド型の電波塔はナッシュビル南のブレントウッドの州間高速道路65号線から見ることができ、この地域のランドマークの1つとなっている。65号線71番出口近く、コンコード・ロード(州道253号)沿いに位置している。1932年、北アメリカ最高の878フット(268m)のアンテナ・タワーが建てられた。810フット(247m)がクラスAの基準とされ、1939年、808フット(246m)まで減らされた。第二次世界大戦中、船と陸との連絡が途絶えた時、潜水艦への伝達の送信に使用された。現在全米で稼働中の最古の放送タワーの1つとなっている。また戦争や大災害が起こった場合の緊急放送計画CONELRADの一部となっている。
2001年、WSMがカントリー・ミュージックの歴史の中核であることを称え、新たなカントリー・ミュージック殿堂博物館向かって左側の屋根にダイヤモンド型のアンテナのデザインが施されており、屋根で仕切られた上半分が屋外に、下半分が屋内に設置してある。アメリカ機械学会からランドマークの1つに認定され、2011年3月15日、アメリカ合衆国国家歴史登録財に認定された.。

## FM姉妹局
W47NV/44.7メガサイクル(メガヘルツ)はアメリカ初の商業的FM放送局であった。このアンテナはブレントウッドのブロウ・ノックス・タワーの先端に現在も存在している。周波数変調発明者エドウィン・アームストロングがタワーに登ることが好きであったことから、彼が個人的に取り付けたものという噂がある。第二次世界大戦後、W47NVはWSM-FMとなり、周波数を103.3メガサイクルに変更したが一時停止となった。東海岸のFM局では他にアームストロングの「ヤンキー・ネットワーク」があったが、W47NVが最初の商業的FM局であり、他は非商業的局であった。1968年、保険会社のナショナル・ライフが他の放送会社からWSM-FMを買収し、再編成した。2003年からWSM-FM(95.5MHz) のフル・オーナーであるカミュラス・メディアが2008年でWSM-AMとの姉妹局契約を終了した。識別信号に関わらず、2局はもはや無関係である。ちなみにWSM-FMの現在の周波数95.5と以前の周波数103.3を現在使用しているWKDF は姉妹局となっており、どちらもNash FM フォーマットを使用している。

## オーナーおよび施設
WSMのオーナーは長らく地元の保険会社ナショナル・ライフ（NL&AI)であり、他にWSM-TV、『グランド・オール・オープリー』がいる。局の名前「WSM」は「We Shield Millions」(我々は何百万人もをカバーする)の頭文字からきている。WSM-AM、WSM-TV共にスタジオは当初ナッシュビルのダウンタウンの7番通りとユニオン・ストリートの角にあったNL&AIビルの中にあった。1934年までここが『オープリー』の本拠地であった。1960年代半ば、NL&AIが本社ビルを建て直すことになったため、WSM-TVはナッシュビル西部に新たなスタジオを建設することになった。NL&AIの本社ビル建設にあたり、WSM-AMもWSM-TVのビルに移転することになり、1966年から1983年まで、ノブ・ロード沿いに位置していた。1968年、WSM-FMとも姉妹局となった。1974年、NL&AIはホールディング・カンパニーのNLTコーポレーションとなり、WSM-AM、WSM-FM、WSM-TVを主要な子会社とした。
1981年、アメリカン・ジェネラル・コーポレーション(現アメリカン・インターナショナル・グループ)がNLTを買収した。アメリカン・ジェネラルはNLTの保険部門以外に興味はなく、WSM-AMとWSM-FMの他、オープリーランド・ホテル、オープリーランドUSA、グランド・オール・オープリーをゲイロード・エンタテイメント・カンパニーに売却した。WSM-TVはギレット・ブロードキャスティングに売却され、WSMVとなった。ただしオーナーが変更になった後も局間の職員を共有していた時期がしばらく続いたとされる。この直後、ゲイロードはナッシュビル・ネットワーク(現Spike)も買収し、始まったばかりのケーブルテレビのネットワークの費用の一部をまかなうためテレビ局の地所を処分した。WSMのラジオ局をオープリーランド・ホテルの新施設に移転し、ノブ・ロードのスタジオはWSMV専用となった。
1982年から2000年、WSMは夜間に多くの州で聴くことができるAMステレオ放送のC-QUAMフォーマットで放送していた。
ゲイロード・オープリーランド・リゾート・アンド・コンベンション・センターの来場者は、スタジオのカーテンが開いている限り24時間スタジオ内を見ることができる。2010年、テネシー洪水によりオープリーランドおよびグランド・オール・オープリー・ハウスは浸水し、6ヶ月間、WSMは送信機の場所に建てられた仮設スタジオから放送した。この間、『グランド・オール・オープリー』は場所を転々として放送した。グランド・オール・オープリー・ハウス隣のWSMの管理事務所はこの洪水により全壊し、貴重な歴史的資料が失われた。
2001年、姉妹局のスポーツ・ラジオ局WWTN の成功により、WSMをスポーツ局にしようとする動きがあった。この計画は他のメディアに漏れ、長年の『オープリー』の司会者、カントリー歌手などから多くの抗議を受けた。WSMは最終的に元来のクラシック・カントリーのフォーマットを維持することを決めた。

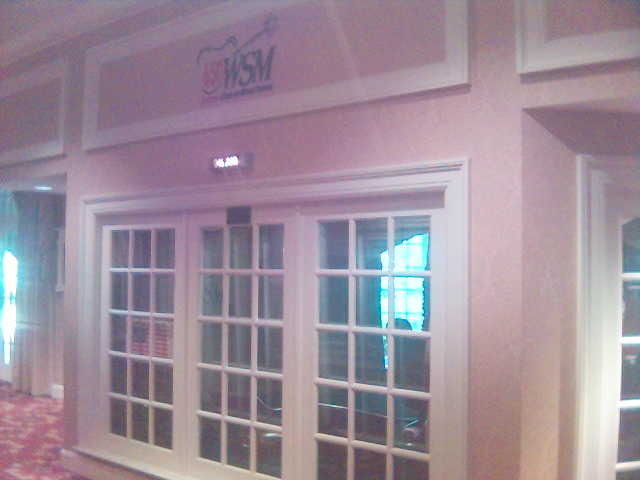
オープリーランド・ホテル内のWSMの「金魚鉢」(ガラス張り)スタジオ

2003年、WSM-FM、WWTN、WSM-AMはカミュラス・メディアに売却された。しかしゲイロードは11時間分のオーナーシップを維持することを決めた。5年間の契約であったが、ゲイロードはWSMの営業部および広報部の操業の手数料をカミュラスに支払わなければならなかった。ゲイロードは番組編成、技術、広報を含む全ての部門の操業を続けた。2008年にこの契約は終了し、ゲイロードが全てを受け持つことになった。2012年、ゲイロードはライマン・ホスピタリティ・プロパティーズに改名した。

## ローカル局以外での放送
2002年から2006年まで、シリウス・サテライト・ラジオに選ばれ、NASCAR期間以外のWSMのAM650は常時同時放送された。2006年の短期間、他のサテライト・スタジオから同じくクラシック・カントリーを流す「WSMエンタテイメント」に変更していた。約1年後、WSMエンタテイメントは終了し、当時ライバルであったXMサテライト・ラジオは2007年10月よりチャンネル11のNashville! で『グランド・オール・オープリー』を、2007年11月よりチャンネル10のAmerica で『エディ・スタブス・ショー』を開始することを発表した。シリウスとXMが合併し、『グランド・オール・オープリー』はシリウスでもXMでも聴くことができるThe Roadhouse で放送されることになった。
WSMはAM放送だけでなく、インターネットでも同時放送され世界中で聴取可能である。WSMはエマージェンシー・アラート・システム(EAS)のプライマリー・エントリー・ポイント(PEP)である。

## 雑記
カントリーおよびブルーグラスのレジェンドであるジョン・ハートフォードはアルバム『Aereo-Plain 』で「Dorothy S. Ma'am 」の呼び方をWSMの司会者の独特の言い方を真似している。

## 著名な番組出演者
- ラルフ・エムリー: 1950年代後期から1970年代初頭、WSMの深夜番組の司会者を務めた。夜間は聴取可能地域が広がるため、アメリカ全土のリスナーが彼の番組を聴くことができた。カントリー史上、『グランド・オール・オープリー』と彼の番組がWSMの中心的役割を果たした。1980年代、エムリーはナッシュビル・ネットワークの『Nashville Now! 』の司会を務めたことで全米で有名になった。これ以前にもシンジケートのラジオやテレビでのカントリーのトーク番組、およびWSMV-TVで高視聴率の朝の長寿番組の司会を務めた。
- パット・セイジャック: テレビ番組『ホイール・オブ・フォーチュン』の司会者として知られている。1970年代中期、WSMの午後の番組で司会を務めた。この頃、チャンネル4WSMV-TVのナレーターも務めていた。
- ラリー・マンソン: 1950年代および1960年代、ナッシュビル・ヴォルズ、ヴァンダービルト大学コモドアーズ男子バスケおよびフットボールのスポーツキャスターを務め、WSM-TVにも出演していた。彼はのちにジョージア大学ブルドッグスのフットボールのキャスターを長年務めたことで知られることになった。
- グラント・ターナー(本名ジェシー・グランダーソン・ダーナー): 局と約50年間関わり、早朝のカントリー番組の司会も務め「『オープリー』司会者の長老」として知られていた。彼の番組は大変人気があり、1972年、NL&AIはテーマパークに「オープリーランドUSA」と名付けた。
- テディ・バート: 『ウォーキング・クルー』などの番組に歌手として出演していたが、その後長年ナッシュビルのキャスターを務め、1960年代初頭、マンソンと共に午後の帰宅ラッシュ時間の番組の司会を務めた。1969年から1981年、ナッシュビル初の視聴者参加型トーク番組の司会を務めた。また1970年代、WSM-TVの『Noon Show 』で司会をし、1980年代初頭、短期間WKRN のニュース番組でアンカーを務め、1985年、WLAC のグループ・ディスカッション型トーク番組『ラウンドテーブル』を開始した。この番組は局を変えて20年間放送され続けた。
- キース・ビルブリー: 1974年にナッシュビルに移住し、WSMに入社してWSM-FMのアナウンサー代行となり、その後FMとAM双方の常勤ディスク・ジョッキーとなった。長期に亘り、WSMで決まった時間に出演し、彼の声は聴取者に好評で、局の歴史において近年の象徴的声とされた。1982年、ビルブリーは『グランド・オール・オープリー』の司会を始めた。1985年、ナッシュビル・ネットワークが『オープリー』の一部を30分だけテレビ放送することになり、この放送で初めての司会者がまだ若かったビルブリーであった。2000年に『オープリー』のテレビ放送が終了するまで、ビルブリーは『オープリー』だけでなく前座的番組の『バックステージ・ライヴ』の司会も務めた。またWSMでも『オープリー』の前座的番組の司会を務めた。2009年、35年の経歴を終え引退した。

## 関連事項
- ナッシュビルのメディア一覧
- グランド・オール・オープリー